# 汪循
汪循（1452年—？），字進之，别号仁峯，直隸徽州府休寧縣人，民籍，明朝政治人物。官至顺天府通判。

## 生平
弘治二年（1489年）己酉科應天府鄉試第四名舉人。弘治九年（1496年）中式丙辰科三甲第二十七名進士。官至顺天府通判

## 家族
曾祖汪宗良；祖父汪思文，遇例冠帶；父汪鳳英，母方氏。具庆下。弟周、齊。